# Даргавсский катакомбный могильник
Дарга́всский катако́мбный моги́льник — археологический памятник кавказских аланов периода раннего средневековья (VII—X вв.) в Даргавсской котловине (Северная Осетия), общая площадь некрополя составляет около 40 гектар, обнаружено более 90 захоронений.
Материалы могильника говорят о преобладании алан в высокогорных районах Кавказа, о высоком уровне ремесленного производства, об уровне жизни и, наконец, о военном характере организации жизни. Кроме того, явно импортные предметы: стеклянные сосуды (найден 31 целый стеклянный предмет), украшения, некоторые виды амулетов, ткани, раковины каури, перламутровые диски и др. свидетельствуют об интенсивных культурно-экономических связях не только с окружающими регионами, но и с отдалёнными культурными центрами.

## Открытие
Возможность обнаружения в окрестностях Даргавса аланских катакомб представилась сотрудникам Северо-Осетинского института гуманитарных и социальных исследований в 1993 году, когда директором института С. П. Таболовым была организована поездка в Даргавскую котловину. Здесь на холме «Уæлмæрдты къуыбыр» («Кладбищенский бугор») местными жителями И. Сасиевым и Х. Баллаевым на ранее вспахиваемых участках были указаны своеобразные провалы. Предположительно, провалы образовались на месте осевших катакомб.
Начавшиеся в том же году раскопки показали, что провалы действительно образовались от осевших катакомб. В течение пятнадцати полевых сезонов — 1993—1995 гг. и 1999—2010 гг., археологической экспедицией Института гуманитарных и социальных исследований совместно с археологами Северо-Осетинского объединенного музея было вскрыто 78 катакомб. По данным на 2016 год исследованы 92 катакомбы.

## Описание
Катакомбный могильник располагается на пологих склонах отрогов или подошвы горы Тбау, к северо-западу от села Даргавс через реку. На краю пахотных участков — развалины средневековых склепов, а также могильник нового времени (конец XIX — начало XX вв.) и расположены они на непригодных для обработки участках. Но провалы-ямы фиксировались на большой ровной территории, занятой еще недавно под пахотные участки. Из этого можно заключить, что древний могильник с катакомбами был основательно забыт местными жителями — видимо, из-за отсутствия или утери надмогильных сооружений — и использовался под хозяйственные нужды, то есть под пашню. Основательное залегание в грунте древних захоронений никем никогда не обнаруживалось, хотя местность и носила говорящее название «Кладбищенский бугор» (осет. Уæлмæрдты къуыбыр). Как оказалось, катакомбы устраивались не как попало, а применительно к рельефу местности, то есть входные ямы, как правило, прокладывались в гору, по направлению к вершине, хотя и с некоторыми отклонениями.
В Даргавсской котловине за рекой расположен известный археологический памятник более поздней эпохи — «Город мёртвых» с позднесредневековыми полуподземными и надземными склепами. Погребение в склеповых могильниках, возможно, стало развитием катакомбной традиции. Одним из возражений против этой гипотезы было то, что катакомбы и склепы не встречаются в одних и тех же районах. Так до обнаружения Даргавсских катакомб В. Х. Тменов писал: «Даргавсская котловина представлена множеством склепов, а катакомбы здесь не известны».